# Gottesauge (Heraldik)

Gottesauge im Wappen der Stadt Bad Krozingen

Das Gottesauge ist in der Heraldik eine gemeine Figur und wird in Wappen als ein von Strahlen umgebenes Dreieck mit einem menschlichen Auge darin dargestellt. Es ist eine bildhafte und stilisierte Form, um auf den dreifaltigen Gott hinzuweisen. Die Figur ist nicht häufig, eine einheitliche Farbgebung ist nicht festgelegt. Unter dem Auge kann die Weltkugel sein.
Bekannt ist es unter anderem durch die Verwendung auf 1-Dollar-Banknoten, beim US-Siegel sowie auf dem Wappen von Colorado, wo es jeweils über dem Wappenschild schwebt. 

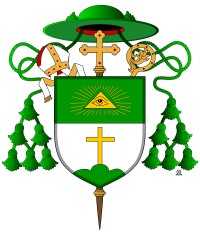
Wappen von Vincenz Eduard Milde, Bischof von Leitmeritz (1823–1832)
Wappen von Braunshausen
Wappen von Nagytevel, Ungarn
Wappen von Radzymin, Polen
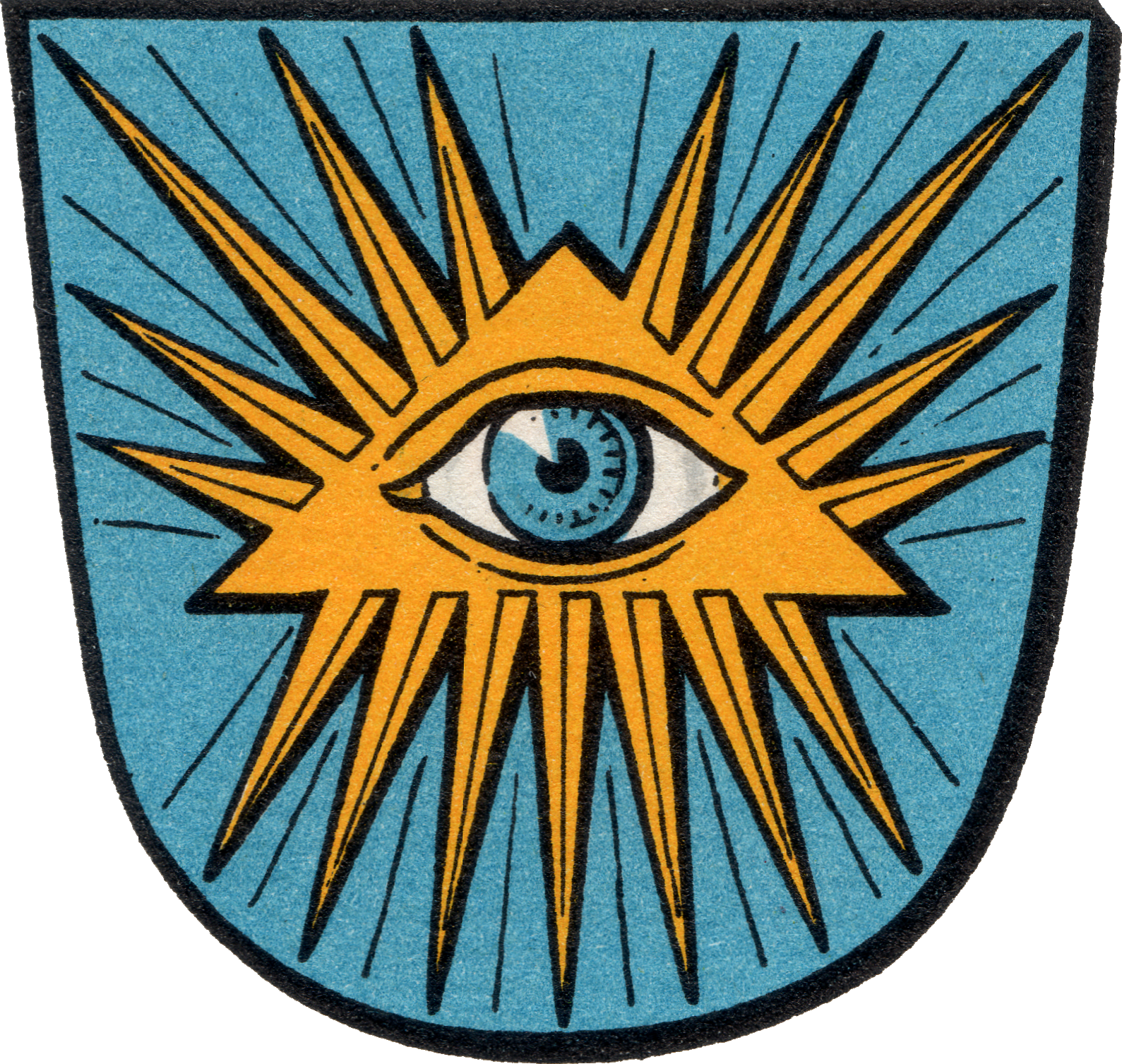
Wappen von Strinz-Trinitatis